# Amastus ramona
Amastus ramona är en fjärilsart som beskrevs av William Schaus 1927. Amastus ramona ingår i släktet Amastus och familjen björnspinnare. Inga underarter finns listade i Catalogue of Life.